# Fusine (Val di Zoldo)

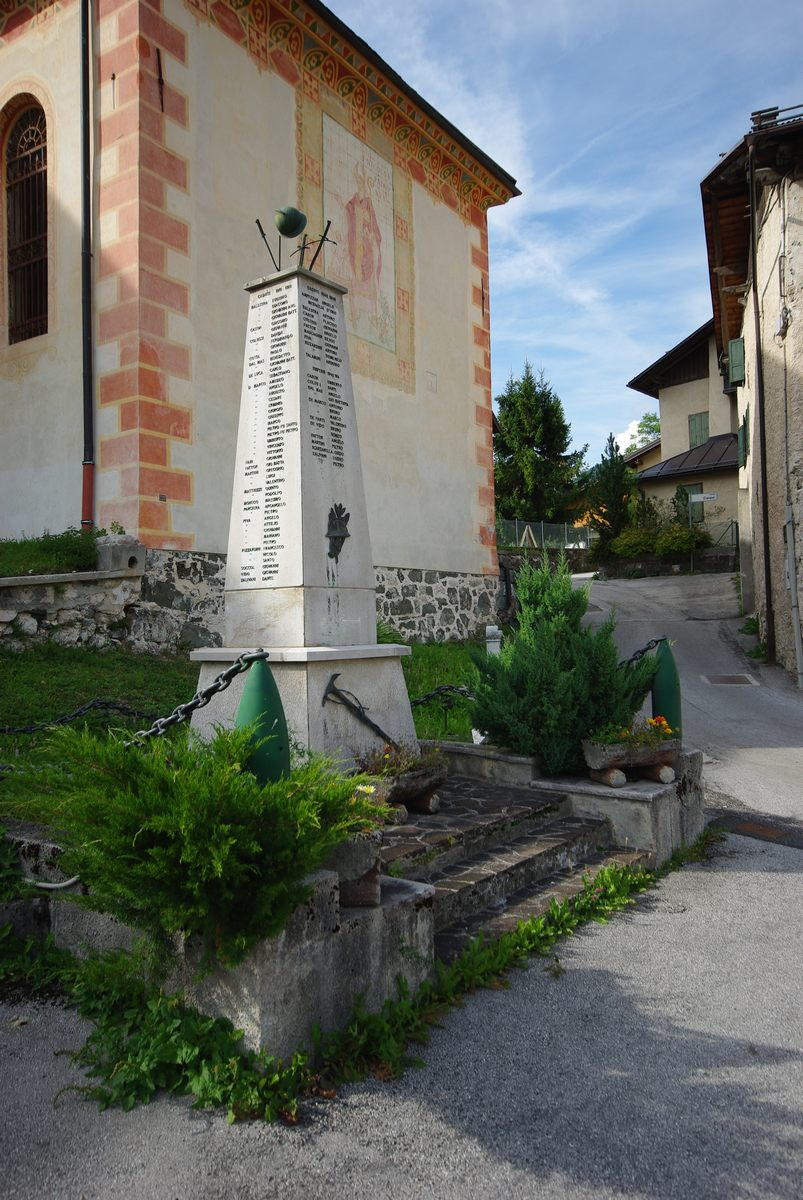
Monumento ai caduti

Fusine (Le Fusìne in ladino zoldano) è la frazione capoluogo del comune italiano di Val di Zoldo, in provincia di Belluno.
Già capoluogo comunale di Zoldo Alto, è posta al centro della val Zoldana, sulla riva sinistra del torrente Maè e ai piedi di Pelmo (a nord) e Civetta (a ovest).

## Storia
Il toponimo allude alle numerose fucine (in dialetto fusine o fusinele) che sfruttavano come forza motrice la corrente del Maè. Il nucleo più vecchio del paese, infatti, corrisponde alla borgata della Busa, localizzata più in basso rispetto alla chiesa, lungo il letto del fiume.
Sino al principio del Ottocento, quando furono istituiti i comuni, Fusine fu sede di una regola che comprendeva anche le vicine Soramaè e Pianaz.

## Monumenti e luoghi d'interesse

### Chiesa arcipretale di San Nicolò

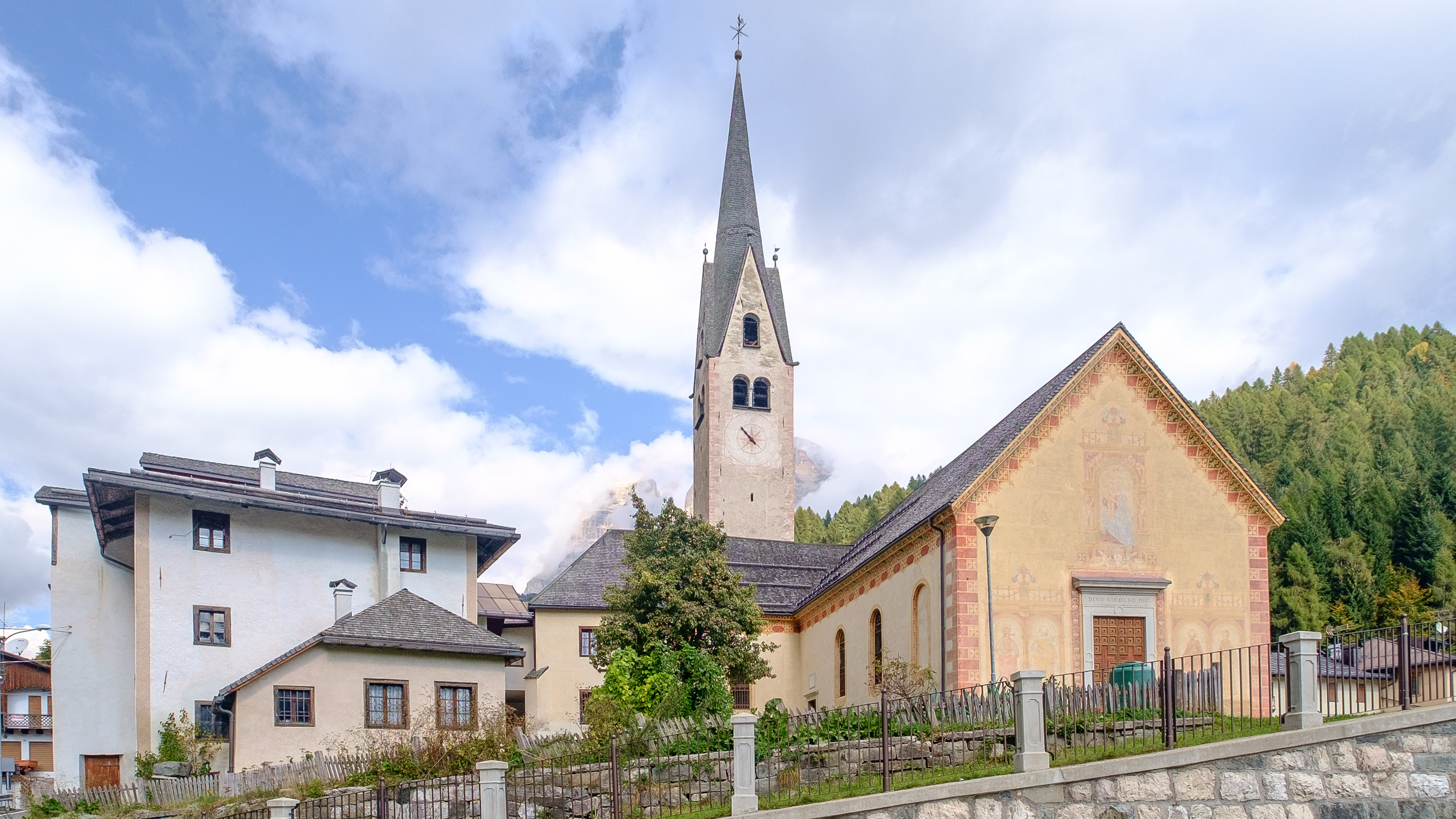
Chiesa di San Nicolò

La tradizione ne collocherebbe la fondazione attorno all'XI secolo ma i primi riferimenti scritti risalgono al 1570. Si tratta in ogni caso di un edificio molto antico, esistente almeno dai primi del Quattrocento.
A partire dalla seconda metà del Seicento l'edificio ha subito ampliamenti e rifacimenti a causa del continuo aumento della popolazione. L'ultimo importante intervento, quello che le ha conferito l'aspetto attuale, è iniziato nel 1900 e si è concluso con la consacrazione del vescovo Francesco Cherubin il 2 luglio 1902; le decorazioni pittoriche degli interni, disegnate da Ludovico Seitz, si prolungarono però sino al 1938. Durante la rifabbrica, progettata da Antonio Monterumici, la chiesa cambiò orientazione (ora si affaccia a sud, verso la strada). Vi sono conservate una pregevole Ultima cena di Andrea Celesti, un Gesù bambino con san Nicolò e san Giovanni Nepomuceno di Jacopo Marieschi e un crocifisso ligneo di Andrea Brustolon, ma anche opere più recenti di Valentino Panciera Besarel e di Giovanni Battista De Lotto.
L'attuale campanile risale al 1723-1729, ma la guglia fu realizzata nel 1846 su disegno di Giovanni Battista Panciera Besarel, padre del già citato Valentino. Anche le campane furono offerte dai Colussi poiché le precedenti erano state requisite dagli Austriaci nel corso della Grande Guerra.
La parrocchia di Fusine fu istituita nel 1615 su richiesta dei regolieri di Fusine, Pecol, Coi e Mareson. In precedenza era stata una curazia dalla pieve di San Floriano di Zoldo. Nel 1689 il doge Francesco Morosini riconobbe agli abitanti il diritto di eleggerne il parroco, escludendo così qualsiasi ingerenza da parte della matrice.